# Nieuport Nighthawk
Nieuport Nighthawk là một loại máy bay tiêm kích của Anh, do hãng Nieuport & General Aircraft thiết kế chế tạo cho Không quân Hoàng gia Anh cuối Chiến tranh thế giới I.

## Biến thể
Nieuport Nighthawk
Nieuport L.C.1.
Nieuport Goshawk.
Gloster Bamel (Mars 1)
Gloster 1
Gloster Sparrowhawk (Mars II, III và IV)

Gloster Grouse (I và II)
Gloster Nighthawk (Mars VI)
Nieuport Nightjar (Mars X)

## Quốc gia sử dụng
Hy Lạp
- Không quân Hy Lạp

 Nhật Bản
 Thụy Điển
 Anh Quốc
- Không quân Hoàng gia
- Hải quân Hoàng gia

## Tính năng kỹ chiến thuật (Nighthawk [động cơ Dragonfly])
Dữ liệu lấy từ The British Fighter since 1912 
Đặc điểm tổng quát
- Kíp lái: 1
- Chiều dài: 18 ft 6 in (5,64 m)
- Sải cánh: 28 ft 0 in (8,54 m)
- Chiều cao: 9 ft 6 in (2,90 m)
- Diện tích cánh: 276 ft² (25,6 m²)
- Trọng lượng rỗng: 1.500 lb (682 kg)
- Trọng lượng có tải: 2.218 lb (1.008 kg)
- Động cơ: 1 × ABC Dragonfly I, 320 hp (239 kW)

 Hiệu suất bay 
- Vận tốc cực đại: 131 kn (151 mph, 243 km/h)
- Trần bay: 24.500 ft (7.470 m)
- Thời gian bay: 3 h
- Lên độ cao 10.000 ft (3.050 m): 7 phút 10 giây

Trang bị vũ khí

- Súng: 2 × súng máy Vickers .303 in